# Utricularia uliginosa
Utricularia uliginosa este o specie de plante carnivore din genul Utricularia, familia Lentibulariaceae, ordinul Lamiales, descrisă de Vahl. Conform Catalogue of Life specia Utricularia uliginosa nu are subspecii cunoscute.